# Orgelbau Bader
Die Familie Bader waren deutsche Orgelbauer in Hardheim. Aus der Werkstatt gingen etwa 180 Orgeln hervor, von denen Wilhelm Bader junior rund 100 baute. Das Wirkungsgebiet konzentrierte sich auf Unterfranken und Nordbaden.

## Johann Wilhelm Bader sen.
Johann Wilhelm Bader sen. (* 23. November 1846 in Haßmersheim; † 11. Februar 1927 in Hardheim) wurde als Sohn von Johann Gottlieb Bader und dessen Ehefrau Katharina (geb. Wagner) geboren.
Vermutlich hat er den Beruf des Orgelbauers bei Johann Mayer in Hainstadt in den 1860er Jahren erlernt. Am 16. Juli 1874 heiratete er in Brunntal Anna Heller. Zu einem nicht bekannten Zeitpunkt verlegte er seinen Wohnsitz nach Hardheim; sämtliche Kinder, die ab 1875 aus seiner Ehe hervorgingen, wurden in Hardheim geboren.
Zwei seiner Söhne, Wilhelm Bader junior und Maximilian Bader (genannt Max), erlernten im elterlichen Betrieb das Orgelbauerhandwerk. Ein weiterer Sohn namens Cornel (Kornel), der im elterlichen Betrieb ebenfalls Orgelbauer lernte, absolvierte später jedoch eine Lehre als Schlosser und machte sich mit einem Schlossereibetrieb in Hardheim selbstständig.
Wilhelm Bader starb am 11. Februar 1927 und wurde auf dem Friedhof in Hardheim beigesetzt. Die Orgelbauwerkstätte wurde von seinem Sohn Wilhelm Bader jun. weitergeführt.

### Werk
Am 19. April 1886 trat Wilhelm Bader in die 10-jährige Garantie für die Orgel von Ignaz Dörr in Waldmühlbach ein. Nach dessen Tod übernahm er 1886 die Orgelbauwerkstätte Dörr und verlegte sie in die „Lange Gasse“ in Hardheim. Um 1912 wurde auf den beiden dazu erworbenen Grundstücken einer ehemaligen Gerberei eine neue Orgelbauwerkstätte errichtet.
Die Orgel in Mondfeld war die erste selbständige Arbeit von Wilhelm Bader sen. Im Oktober 1894 vollendete er zusammen mit seinen beiden Söhnen Wilhelm und Max die Orgel der in den Jahren 1891–1894 neu errichteten katholischen Hardheimer Pfarrkirche St. Alban, volkstümlich „Erfataldom“ genannt. Die relativ große Orgel hatte 26 Register, verteilt auf 2 Manuale und Pedal.
Wilhelm Bader sen. wird von seinen Nachfahren als „ein äußerst strebsamer, reeller Mann mit gutem Gewissen“ beschrieben. Er baute wie erlernt mechanische Kegelladen, bereitete sich aber schon 1895 auf die pneumatische Röhrentraktur vor. 1897 stellte er seine erste pneumatische Orgel in Eichtersheim auf und 1901 erfolgte die Umstellung des Betriebs auf pneumatische Kegelladen.

### Werkliste (Auswahl)
| Jahr | Ort            | Gebäude                          | Bild | Manuale | Register | Bemerkungen                                                                 |
| ---- | -------------- | -------------------------------- | ---- | ------- | -------- | --------------------------------------------------------------------------- |
| 1887 | Mondfeld       | kath. (St. Martin?)              |      | I       | 10       |                                                                             |
| 1894 | Hardheim       | St. Alban                        |      | II/P    | 26       | einige Register sind erhalten und integriert in einen Neubau durch Vleugels |
| 1904 | Hettigenbeuern | kath. Kirche                     |      | I       | 8        |                                                                             |
| 1908 | Böttigheim     | Mariä Himmelfahrt und St. Martin |      | I       | 12       |                                                                             |

## Wilhelm Bader junior

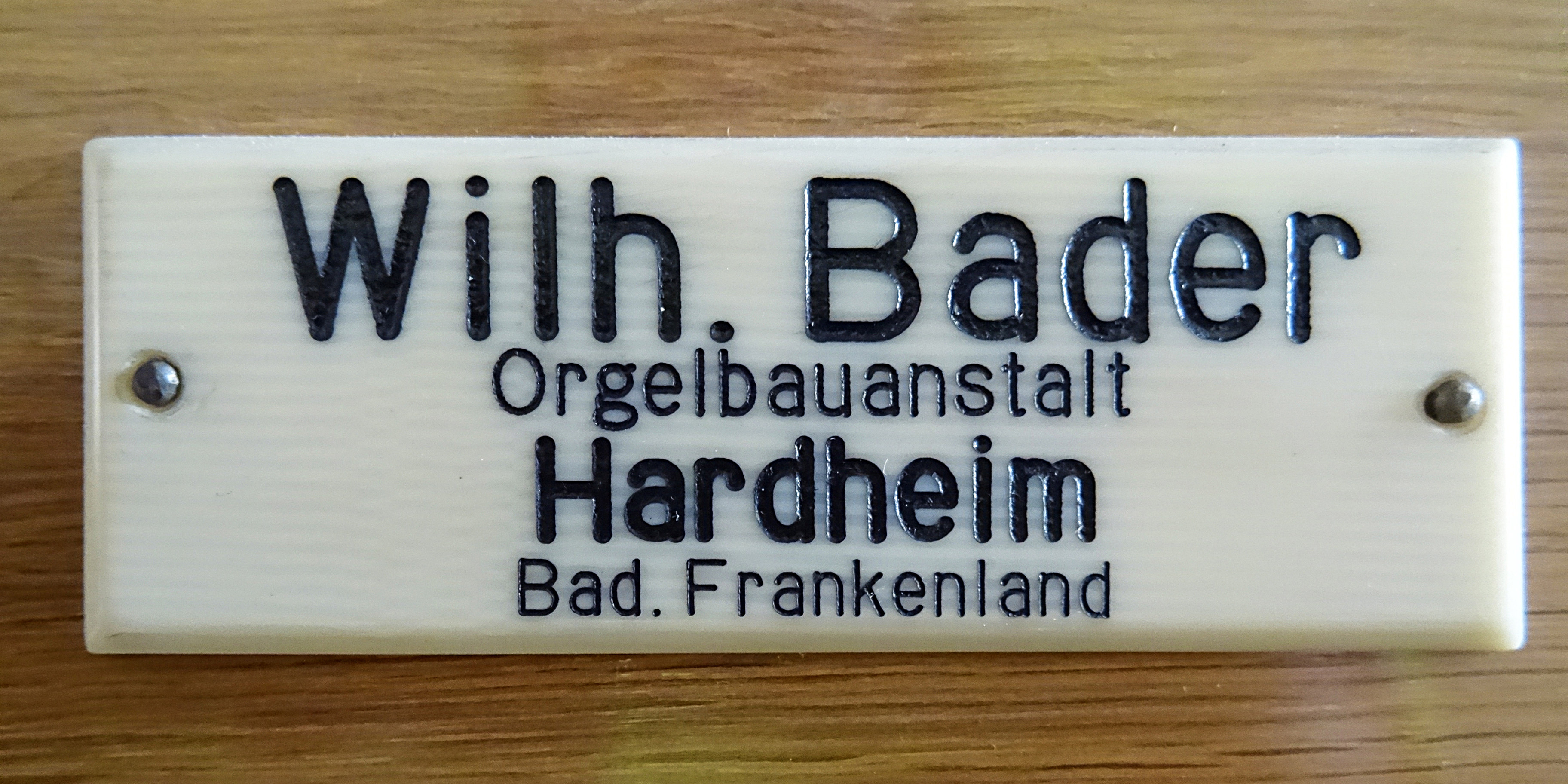
Firmenplakette in St. Bartholomäus (Krombach, Eichsfeld)

Wilhelm Bader junior (* 27. Mai 1875 in Hardheim; † 26. März 1964 ebenda) war das erste Kind und der älteste Sohn von Wilhelm Bader sen. Er erlernte den Beruf des Orgelbauers in der Werkstatt seines Vaters und war Teilhaber am Familienbetrieb Wilhelm Bader & Söhne.
Am 19. Mai 1901 heiratete er in Hardheim Amalia Wiederroth (1879–1937) aus Michelbach (Württemberg). Aus der Ehe gingen vier Kinder hervor.
Er wanderte 1909 in die Schweiz aus, wo er schon vorher auf Reisen Kontakte aufgenommen hatte. In Luzern trat er als Kompagnon in das Orgelbaugeschäft (Felix Michael) Beiler ein. 1910 kam noch Heinrich Schmelzeis hinzu, der durch einige Erfindungen bekannt wurde. Durch Misswirtschaft ging das Orgelbaugeschäft am 30. Juni 1911 wegen Zahlungsunfähigkeit in Konkurs. Bader konnte sich mit den Gläubigern einigen und seine Anteile retten, indem er schon vorher, am 15. Februar, das ihm gehörende Werkstattinventar an Schmelzeis veräußert und mit ihm einen neuen Gesellschaftervertrag geschlossen hatte. Im Jahr 1914 kehrte er nach Hardheim in die Werkstatt Wilhelm Bader & Söhne zurück.
1922 übernahm er den Betrieb in der Bretzinger Straße in Hardheim und kaufte 1936 die Anteile seines Bruders Maximilian Bader. Wilhelm Bader jun. verlegte 1938 den Betrieb auf sein Anwesen in die Hofackerstraße. Hier führte er seinen Betrieb bis 1960 fort.
Im hohen Alter von 82 Jahren wurde ihm noch eine außergewöhnliche Ehre zuteil. Zusammen mit seinem Schwiegersohn Gerhard Kaminski (1913–1982) durfte er dank der Vermittlung des Mainzer Prälaten August Schuchert im März 1958 in Rom am Campo Santo Teutonico die dortige Orgel instand setzen und an einer Audienz von Papst Pius XII. im Petersdom teilnehmen.
Wilhelm Bader jun. starb am 26. März 1964 im Alter von 88 Jahren in Hardheim.

### Werkliste (Auswahl)
| Jahr | Ort           | Gebäude        | Bild | Manuale | Register | Bemerkungen                                                                   |
| ---- | ------------- | -------------- | ---- | ------- | -------- | ----------------------------------------------------------------------------- |
| 1910 | Eschenbach    | Klosterkirche  |      | II/P    | 17       | nicht erhalten → Orgel                                                        |
| 1911 | Ingenbohl     | Klosterkirche  |      | II/P    | 32       | nicht erhalten → Orgel                                                        |
| 1922 | Birkenfeld    | St. Valentin   |      | II/P    | 21       | erhalten                                                                      |
| 1924 | Aschaffenburg | St. Laurentius |      | II/P    | 18       | hinter Gehäuse von Philipp Albert Seuffert; 1943 und 1953 erweitert; erhalten |
| 1932 | Untererthal   | St. Martin     |      | II/P    | 15       | erhalten                                                                      |
| 1937 | Zähringen     | St. Blasius    |      | II/P    | 24       | elektropnmeumatische Kegelladen; 2012 ersetzt → Orgel                         |

## Maximilian Bader
Maximilian (Max) Bader (* 17. Januar 1879 in Hardheim; † 15. Oktober 1955 ebenda) lernte ebenfalls in der Orgelbauwerkstatt seines Vaters den Beruf des Orgelbauers und war ebenfalls Teilhaber am Familienbetrieb Wilhelm Bader und Söhne, bis er 1936 seinen Anteil an seinen Bruder Wilhelm Bader junior verkaufte. Bereits 1935 erwarb Max Bader das „Badersche Stammhaus“ mit Orgelbaugeschäft in der Langen Gasse in Hardheim und führte es bis zu seinem Tod 1955 weiter.

### Werkliste (Auswahl)
| Jahr    | Ort                  | Gebäude            | Bild | Manuale | Register | Bemerkungen      |
| ------- | -------------------- | ------------------ | ---- | ------- | -------- | ---------------- |
| um 1900 | Allfeld              | St. Georg          |      | II/P    | 12       | Opus 102 → Orgel |
| 1938    | Boxbrunn im Odenwald | St. Wendelin       |      | I       | 4        |                  |
| 1940    | Beuchen (Amorbach)   | Vierzehn Nothelfer |      | I       | 4        |                  |
| 1940    | Hambrunn             | Mariä Heimsuchung  |      | I       | 4        |                  |

## Nachfolge
Hans Theodor Vleugels, der damalige Inhaber der Werkstatt Orgelbau Vleugels, übernahm 1958 die Orgelbauwerkstatt Maximilian Bader und 1960 auch die Orgelbauwerkstätte Wilhelm Bader jun. und vereinte beide. 1967 entstand daraus die Orgelbau Vleugels GmbH.